# Grecia en los Juegos Olímpicos de la Juventud 2018
Grecia participó en los Juegos Olímpicos de la Juventud 2018 en Buenos Aires, Argentina, celebrados entre el 6 y el 18 de octubre de 2018. La delegación estuvo conformada por 33 atletas en 10 disciplinas y obtuvo tres medallas doradas, una de plata y dos de bronce.

## Deportes

### Atletismo
| Sexo | Atleta              | Evento          | Stage 1  | Stage 1 |
| Sexo | Atleta              | Evento          | Result   | Rank    |
| ---- | ------------------- | --------------- | -------- | ------- |
| W    | Sofia Kessidi       | Discus Throw    | 49'14    | 6       |
| M    | Anthimos Kelepouris | 5000m Race Walk | 21:58'74 | 11      |

## Medallero
Las medallas entregadas a los participantes de los equipos mixtos se representan en cursiva.
| Medalla           | Nombre                           | Deporte   | Evento                    | Fecha  |
| ----------------- | -------------------------------- | --------- | ------------------------- | ------ |
| Medalla de oro    | Maria Kyridou Christina Bourmpou | Remo      | Evento femenino           | 9 oct  |
| Medalla de oro    | Alexandros Kalpogiannakis        | Vela      | Techno 293 masculino      | 12 oct |
| Medalla de oro    | Elina Tzengko                    | Atletismo | Lanzamiento de javalina   | 16 oct |
| Medalla de plata  | Savvas Thomoglou                 | Natación  | 200 m pecho masculino     | 10 oct |
| Medalla de bronce | Fani Tzeli                       | Taekwondo | 55 kg femenino            | 9 oct  |
| Medalla de bronce | Olga Fiaska                      | Atletismo | 5000 m marcha femenino    | 16 oct |
| Medalla de bronce | Antonia Sakellaridou             | Gimnasia  | Equipo multidisciplinario | 10 oct |

### General
| Presea        | Medalla de oro | Medalla de plata | Medalla de bronce | Total |
| ------------- | -------------- | ---------------- | ----------------- | ----- |
| TOTAL OFICIAL | 3              | 1                | 2                 | 6     |

## Competidores
| Deportes  | Hombres | Mujeres | Total |
| --------- | ------- | ------- | ----- |
| Atletismo | 1       | 1       | 2     |
| Total     | 1       | 1       | 2     |